# Valami Amerika 3.
A Valami Amerika 3. egy 2018-ban bemutatott magyar filmvígjáték, a Valami Amerika-trilógia harmadik alkotása, a 2002-ben látható Valami Amerika és a 2008-ban készült Valami Amerika 2. folytatása. A filmet 371 ezren látták.

## Szereplők
- Pindroch Csaba – Várnai Tamás
- Szabó Győző – Várnai Ákos
- Hujber Ferenc – Várnai András
- Ónodi Eszter – Molnár Eszter
- Oroszlán Szonja – Timi
- Szervét Tibor – Alex Brubeck/ Dr. Matyó Géza börtönigazgató
- Csuja Imre – Bala
- Faragó András – Mónika Sándor
- Thúróczy Szabolcs – Viktor
- Ganxsta Zolee – Lolka
- Kovács Lehel – Bolka
- Scherer Péter – Brandó
- László Zsolt – Toni
- Stohl András – Kokó
- Nagy Ervin – Rezsó
- Pokorny Lia – dr. Bárány Olga
- Tompos Kátya – Vivi
- Poór Bettina – vörös hajú nő
- Kassai Ilona – Gizi néni
- Kocsis Mariann – Magdi, Brandó asszisztense
- Tóth Sándor – szülészorvos
- Erdős Borcsa – nővér
- Bus Kata – szülésznő
- Szívós Győző – börtönőr
- Olt Tamás – börtönőr
- Durkó Zoltán – börtönőr
- Ullmann Ottó – fegyőr
- Baksa Imre – rab
- Csillag Botond – rab
- Tzafetás Roland – rab
- Skapinyecz Péter – Bala embere
- Benczik András – Bala embere
- Kurucz Sándor – Rezsó embere
- Csörögi Márk – Rezsó embere
- Stéger Zoltán – Rezsó embere
- Gődény György – Tóni embere
- Nemes Károly – Tóni embere
- Mancs Jakab – Brúnó
- Antal Ilonka – Matyó felesége
- Dancsó Péter – önmaga (cameoszerep)
- Árpa Attila – önmaga (cameoszerep)ben

## Költségvetés, támogatás
A film 700 millió forintos költségvetését 480 millió forinttal támogatta a Filmalap Filmszakmai Döntőbizottsága.

## Érdekességek
- Ez volt az első Valami Amerika film, amelyet nem vetítettek le tesztközönségnek.
- Ganxsta Zolee a stáblistán Döglégyként van feltüntetve.
- A börtönjeleneteket a Petőfi laktanyában, valamint a Váci fegyház használaton kívüli helyiségeiben vették fel.
- Ganxsta Zolee és édesanyja, Kassai Ilona egyaránt szerepelnek a filmben, ám közös jelenetük nincs.
- Herendi Gábor már a Kincsem forgatása alatt elkezdte írni a Valami Amerika 3. forgatókönyvét.
- A Valami Amerika első és harmadik részének bemutatása között 16 év telt el.
- Az első két részből az összes főbb szereplő visszatér.
- A Valami Amerika forgatása 35 napot vett igénybe.
- A film forgatása 2017 júniusában kezdődött meg.
- A Valami Amerikát 2002-ben 529 187, a folytatását 2008-ban 448 738 néző látta a mozikban. Ezzel az eredménnyel Herendi Gábor rendező két alkotása az 1990 óta készült magyar játékfilmek mezőnyében máig a 2. és 9. legnépszerűbb film.
- A harmadik rész szereposztása nagyrészt követi az első kettő epizódét, de ezúttal számos új sztár is feltűnik a vásznon.[4]
- A filmet bemutatása első hétvégéjén 116 030 néző látta, ezzel a rendszerváltás óta a második legjobb magyar filmes nyitóhétvégét érte el, megelőzve az Üvegtigris 2. tizenkét évvel ezelőtti eredményét is.
- A rekord nézőszámmal a Valami Amerika 3. első helyen nyitott a top 10-es listában, megelőzve a Fekete Párduc című képregény-adaptációt is.[5]
- A TV-s premier 2018.09.23-án volt a TV2-n 18:55-kor.

## Nézettség
A nézettségi adatok szerint 372 866 jegyet adtak el rá.

## Filmkritikák
- Ez a színészi alázatról szól (port.hu)
- Egy kanos kamasz nedves álma a Valami Amerika 3 (index.hu – Cinematrix)
- Megvettek kilóra (filmtekercs.hu) Archiválva 2020. augusztus 8-i dátummal a Wayback Machine-ben
- Valami Amerika 3. kritika (est.hu)
- A Valami Amerika 3 önmaga paródiája (24.hu)
- Ez már nem Valami Amerika. Csak szimplán valami. (player.hu)
- Valami Amerika 3 kritika (rated.hu) Archiválva 2018. február 20-i dátummal a Wayback Machine-ben
- Amikor már senki sem nevet, akkor is tövig nyomod a gázt (filmtett.hu)
- Nyomokban valami (ign.hu)
- Még csak február van, de már megtaláltuk az év legmelegebb magyar filmjét (dehir.hu)
- Valami Amerika 3 kritika (hetediksor.hu)
- Valami Amerika 3 kritika (puliwood.hu)
- Durva lejtmenet (wmn.hu)
- Valami Amerika 3 kritika (hessteg.com)